# Nikola Kosteski
Nikola Kosteski (mazedonisch Никола Костески; * 22. August 1992 in Struga) ist ein nordmazedonischer Handballspieler.

## Karriere
Kosteski lief bis 2011/12 für RK Borec auf ehe er 2012/13 zu HC Metalurg Skopje wechselte. Für die Nordmazedonier lief der Linkshänder 2013/14, 2014/15, 2015/16 und 2016/17 in der EHF Champions League auf. 2017/18 wechselte der Rechtsaußen zu Selka Eskişehir Hentbol SK. Im Januar 2019 verpflichtete der HT Tatran Prešov Kosteski aufgrund einer Verletzung von Tomáš Číp. 2019/20 nahm der HC Linz AG Kosteski für die spusu LIGA unter Vertrag. In der Saison 2021/22 lief Kosteski für den UHC Hollabrunn auf. Von 2022/23 bis 2023/24 lief er für Talent Plzeň auf. Seit 2024/25 läuft Kosteski für RK Alkaloid auf.
Mit der nordmazedonischen Nationalmannschaft nahm er gemeinsam mit seinem Bruder Nenad an der Europameisterschaft 2024 teil.

## Saisonbilanzen

### HLA
| 2019/20   | Saison aufgrund der COVID-19-Pandemie in Österreich abgebrochen | Saison aufgrund der COVID-19-Pandemie in Österreich abgebrochen | Saison aufgrund der COVID-19-Pandemie in Österreich abgebrochen | Saison aufgrund der COVID-19-Pandemie in Österreich abgebrochen | Saison aufgrund der COVID-19-Pandemie in Österreich abgebrochen | Saison aufgrund der COVID-19-Pandemie in Österreich abgebrochen | Saison aufgrund der COVID-19-Pandemie in Österreich abgebrochen | Saison aufgrund der COVID-19-Pandemie in Österreich abgebrochen | Saison aufgrund der COVID-19-Pandemie in Österreich abgebrochen | Saison aufgrund der COVID-19-Pandemie in Österreich abgebrochen |
| 2020/21   | HC Linz AG                                                      | HLA                                                             | 21                                                              | 101                                                             | 6/8                                                             | 95                                                              |                                                                 |                                                                 |                                                                 |                                                                 |
| 2017–2020 | gesamt                                                          | HLA                                                             | 21                                                              | 101                                                             | 6/8 (75 %)                                                      | 95                                                              |                                                                 |                                                                 |                                                                 |                                                                 |

## Erfolge
- HT Tatran Prešov
  - 1× slowakischer Meister 2018/19
- Talent Plzeň
  - 1× tschechischer Meister 2022/23

## Privat
Sein Bruder Nenad Kosteski spielt ebenfalls Handball.